# Snooker-Saison 1994/95
Zur Snooker-Saison 1994/1995 gehörten 27 Snooker-Profiturniere, die zwischen dem 15. Juni 1994 und dem Juni 1995 ausgetragen wurden. Zum vierten Mal in Folge gewann der Schotte Stephen Hendry den Weltmeistertitel und mit vier Turniersiegen und zwei zweiten Plätzen verteidigte er zum fünften Mal Platz 1 in der Snookerweltrangliste, die sich aus den Platzierungen in den neun Weltranglistenturnieren errechnet. Ein weiterer Schotte, John Higgins, hatte ebenfalls eine sehr erfolgreiche Saison mit drei Titeln und zwei weiteren Finalteilnahmen.
Die Strachan Challenges, die als Ranglistenturnier begonnen hatten und zweimal herabgestuft worden waren, wurden nach drei Jahren wieder eingestellt. Dafür gab es ab dieser Saison mit dem Malta Grand Prix neben den belgischen European Open ein zweites europäisches Turnier außerhalb der britischen Inseln. Zum Auftakt konnte Lokalmatador Tony Drago bis ins Finale vordringen. Des Weiteren wurde zum einzigen Male auch eine Turnierserie namens WPBSA Minor Tour ausgetragen.

## Saisonergebnisse
Die folgende Tabelle zeigt die Saisonergebnisse.
| Datum                             | Turnier                        | Austragungsort | Art                   | Sieger              | Finalgegner         | Ergebnis     |
| 15. bis 19. Juni 1994             | Merseyside Professional        | Liverpool      | Non-Ranking-Turnier   | Dean Reynolds       | Jason Ferguson      | 5:1          |
| 1. bis 7. August 1994             | Australian Open                | Melbourne      | Einladungsturnier     | John Higgins        | Willie Thorne       | 9:7          |
| Spätsommer 1994                   | Top Rank Classic               | Hat Yai        | Einladungsturnier     | Stephen Hendry      | Jimmy White         | Gruppenphase |
| 20. bis 25. September 1994        | Scottish Masters               | Motherwell     | Einladungsturnier     | Ken Doherty         | Stephen Hendry      | 9:7          |
| 30. September bis 7. Oktober 1994 | Dubai Classic                  | Dubai          | Weltranglistenturnier | Alan McManus        | Peter Ebdon         | 9:6          |
| 10. bis 23. Oktober 1994          | Grand Prix                     | Derby          | Weltranglistenturnier | John Higgins        | Dave Harold         | 9:6          |
| 28. Oktober bis 5. November 1994  | Benson and Hedges Championship | Edinburgh      | Non-Ranking-Turnier   | Mark Williams       | Rod Lawler          | 9:5          |
| November 1994                     | WPBSA Minor Tour – Event 1     | Antwerpen      | Non-Ranking-Turnier   | Jamie Woodman       | Matt Wilson         | 6:3          |
| 11. bis 27. November 1994         | UK Championship                | Preston        | Weltranglistenturnier | Stephen Hendry      | Ken Doherty         | 10:5         |
| 29. November bis 4. Dezember 1994 | Malta Grand Prix               | Marsaskala     | Einladungsturnier     | John Parrott        | Tony Drago          | 7:6          |
| Dezember 1994                     | Kings Cup                      | Bangkok        | Einladungsturnier     | Billy Snaddon       | Noppadon Noppachorn | 8:4          |
| 11. bis 17. Dezember 1994         | European Open                  | Antwerpen      | Weltranglistenturnier | Stephen Hendry      | John Parrott        | 9:3          |
| 1. Jahreshälfte 1995              | European League                | vers.          | Einladungsturnier     | Stephen Hendry      | Ken Doherty         | 10:2         |
| 4. bis 8. Januar 1995             | Charity Challenge              | Birmingham     | Einladungsturnier     | Stephen Hendry      | Dennis Taylor       | 9:1          |
| 22. bis 29. Januar 1995           | Welsh Open                     | Newport        | Weltranglistenturnier | Steve Davis         | John Higgins        | 9:3          |
| Februar 1995                      | WPBSA Minor Tour – Event 2     | Khon Kaen      | Non-Ranking-Turnier   | Noppadon Noppachorn | Sam Chong           | 6:3          |
| 5. bis 12. Februar 1995           | Masters                        | London         | Einladungsturnier     | Ronnie O’Sullivan   | John Higgins        | 9:3          |
| 13. bis 19. Februar 1995          | International                  | Bournemouth    | Weltranglistenturnier | John Higgins        | Steve Davis         | 9:5          |
| Februar 1995                      | WPBSA Minor Tour – Event 3     | München        | Non-Ranking-Turnier   | John Lardner        | Eddie Manning       | 5:2          |
| 10. bis 18. März 1995             | Thailand Open                  | Bangkok        | Weltranglistenturnier | James Wattana       | Ronnie O’Sullivan   | 9:6          |
| 21. bis 26. März 1995             | Irish Masters                  | Dublin         | Einladungsturnier     | Peter Ebdon         | Stephen Hendry      | 9:8          |
| April 1995                        | WPBSA Minor Tour – Event 4     | Helsinki       | Non-Ranking-Turnier   | Colin Morton        | Matthew Couch       | 6:5          |
| 1. bis 9. April 1995              | British Open                   | Plymouth       | Weltranglistenturnier | John Higgins        | Ronnie O’Sullivan   | 9:8          |
| 14. bis 30. April 1995            | Snookerweltmeisterschaft 1995  | Sheffield      | Weltranglistenturnier | Stephen Hendry      | Nigel Bond          | 18:9         |
| 2. bis 7. Mai 1995                | WPBSA Minor Tour – Event 5     | Marsaskala     | Non-Ranking-Turnier   | David Roe           | Tony Drago          | 6:3          |
| 26. bis 28. Mai 1995              | WPBSA Minor Tour – Event 6     | Peking         | Non-Ranking-Turnier   | Drew Henry          | Mark Williams       | 6:5          |
| Juni 1995                         | Pontins Professional           | Prestatyn      | Non-Ranking-Turnier   | Peter Ebdon         | Ken Doherty         | 9:8          |

## Weltrangliste
Die Snookerweltrangliste wird nur nach jeder vollen Saison aktualisiert und berücksichtigt die Leistung der vergangenen zwei Saisons. Die folgende Tabelle zeigt die 32 besten Spieler der Weltrangliste der Saison 1994/95; beruht also auf den Ergebnissen der Saisons 92/93 und 93/94. In den Klammern wird jeweils die Vorjahresplatzierung angegeben.
| Platz 1 – 8 | Platz 1 – 8        | Platz 9 – 16 | Platz 9 – 16           | Platz 17 – 24 | Platz 17 – 24       | Platz 25 – 32 | Platz 25 – 32       |
| ----------- | ------------------ | ------------ | ---------------------- | ------------- | ------------------- | ------------- | ------------------- |
| 1           | Stephen Hendry (1) | 9            | Ronnie O’Sullivan (57) | 17            | Steve James (13)    | 25            | Neal Foulds (14)    |
| 2           | Steve Davis (4)    | 10           | Peter Ebdon (21)       | 18            | Martin Clark (12)   | 26            | Doug Mountjoy (30)  |
| 3           | James Wattana (5)  | 11           | Nigel Bond (9)         | 19            | Dave Harold (50)    | 27            | Mick Price (27)     |
| 4           | Jimmy White (3)    | 12           | Joe Swail (25)         | 20            | Dene O’Kane (22)    | 28            | Jason Ferguson (32) |
| 5           | John Parrott (2)   | 13           | David Roe (16)         | 21            | Tony Knowles (23)   | 29            | Dean Reynolds (28)  |
| 6           | Alan McManus (6)   | 14           | Terry Griffiths (8)    | 22            | Gary Wilkinson (17) | 30            | Brian Morgan (??)   |
| 7           | Ken Doherty (11)   | 15           | Willie Thorne (7)      | 23            | Mike Hallett (19)   | 31            | Mark Bennett (24)   |
| 8           | Darren Morgan (10) | 16           | Tony Drago (20)        | 24            | Dennis Taylor (15)  | 32            | Alain Robidoux (18) |